# MIPS Technologies
La MIPS Technologies Inc., inizialmente denominata MIPS Computer System Inc., è una compagnia statunitense famosa per lo sviluppo e la produzione dei microprocessori MIPS.

## Storia
La MIPS Computer System Inc. nasce nel 1984 per iniziativa di John L. Hennessy, professore della Stanford University e due ex manager di IBM e Motorola con l'intento di sviluppare il primo processore per workstation basato sulla tecnologia RISC. Si trasforma poi in MIPS Technologies Inc.. Progetta e vende la famiglia di microprocessori MIPS.